# تیم ملی فوتبال زنان جمهوری ایرلند
تیم ملی فوتبال زنان جمهوری ایرلند نمایندهٔ زنان کشور جمهوری ایرلند در ردهٔ ملی است. آنها تاکنون نتوانسته‌اند در مسابقات فوتبال زنان اروپا و جام جهانی فوتبال زنان حضور پیدا کنند. اما با اینحال این تیم در جام آلگاروه و جام ایستریا و جام قبرس شرکت کرده‌است. این تیم توسط اتحادیه فوتبال زنان ایرلند اداره می‌شود.

## تاریخچه
اتحادیه فوتبال زنان ایرلند در سال ۱۹۷۳ تأسیس شد و در  ۲۲ آوریل همان سال تیم زنان ایرلند نخستین بازی بین‌المللی خود را در یک بازی خارج از خانه و با تیم اسکاتلند انجام داد که این بازی را با نتیجهٔ ۱۰-۱ به این تیم واگذار کرد. 